# リーグ (単位)
リーグ (英語 league) は、広義には、欧米のいくつかの国で使われている距離（長さ）の単位である。値や定義は、国や時代によってことなるが、3.8～7.4キロメートルの範囲にある。狭義には、その中で英米の単位を指す。
各国語での呼び名は、リーグ（英語）、リュー（フランス語 lieue）、レグア (スペイン語 legua)、レゴア（オランダ語 legoa）など。また、幕末明治にリーギュと訳されたことがある。
いくつかの国では、同じ呼び名で、その国の1平方リーグに等しい面積の単位としても使う。

## 起源
レウカ (leuca) またはレウガ (leuca) は、ガリア人が用いた距離単位で、1500歩を指した。1000歩を1ミリアリウムとしたローマ人は、1レウカを1.5ミリアリウム（約2.2キロメートル）と換算してこの単位を取り込んだ。これが1リーグ3マイルとしてリーグになった。

## 英米
英米では、ヤード・ポンド法の単位である。
元々は、人や馬が1時間に歩くことができる距離として定義されていた。
現在のリーグは、イギリスで19世紀ごろ定められた1リーグ = 3マイル = 4.828032キロメートルである。海上では1リーグ =  3海里（ノーティカルマイル）を使うこともある。
面積の単位としても使い、1リーグ = 1平方リーグ ≒ 23.310平方キロメートルである。

## フランス
フランス語ではリュー (フランス語: lieue) と言い、いくつかの変種があるが、1795年のメートル法制定以前の旧リュー ≒ 4.444キロメートル、制定後の新リュー = 4キロメートルが一般的である。
日本では『海底二万里』という題名で知られているジュール・ヴェルヌの小説は、原題では“Vingt Mille Lieues Sous Les Mers”（海底二万リュー）であった。英語でも“Twenty Thousand Leagues Under the Sea”（海底二万リーグ）と直訳された。日本では、リューやリーグという単位になじみがないことから当初は『海底六万哩（マイル）』と単位を換算して訳されたが、これと原題とが混同されて『海底二万マイル』という題名で広まってしまった。『海底二万里』と意訳されたものもあるが、これは日本の里とリューがほぼ同じ距離であり、語感も似ているために採られたものである。

## スイス
スイス・ドイツ語ではリュー (Lieu) といい、1リュー ≒ 4.796キロメートルである。